# Ikarus 290
Ikarus 290 — перронный автобус венгерской фирмы Ikarus.

## Описание
Ikarus 290 был разработан в 1978 году. Он предназначался для перевозки пассажиров между самолётом и терминалом аэропорта. Об этом свидетельствуют его особая конструкция и небольшая скорость (максимум 40 км/ч).
Как и многие транспортные средства службы аэропортов, автобус Ikarus 290 имел минимальный клиренс, чтобы лучше помещаться под крыльями самолётов. 290 являлся полностью отечественным одиночным автобусом Ikarus с тремя осями, а также имел необычный для модельного семейства низкий пол, переднее расположение двигателя, которое сдвинуло переднюю и заднюю оси подальше, чем обычно, и правый руль. Все эти особенности делают его непригодным для дорожного движения.
Кузов автобуса имеет всего 4 автоматические двери, включая водительскую дверь, но пассажирские двери были расположены слева и справа для удобной посадки и высадки пассажиров. Первая пара дверей была сформирована в середине автобуса, а вторая — в конце. Автобус имел как ширмовые, так и поворотно-сдвижные двери.
Ввиду расположения дверей Ikarus 290 является единственным автобусом Ikarus с почти полностью симметричными левым и правым бортами. Водительская дверь имела ручку, но была перенесена на другую сторону водительского места, с левой стороны.
Всего было выпущено 10 экземпляров, 4 из которых начали эксплуатацию в 1981 году в Венгрии, а остальные 6 были экспортированы за рубеж. Несколько из 4 автобусов были переоборудованы в передвижные кафетерии после списания.